# Villa Ranängen

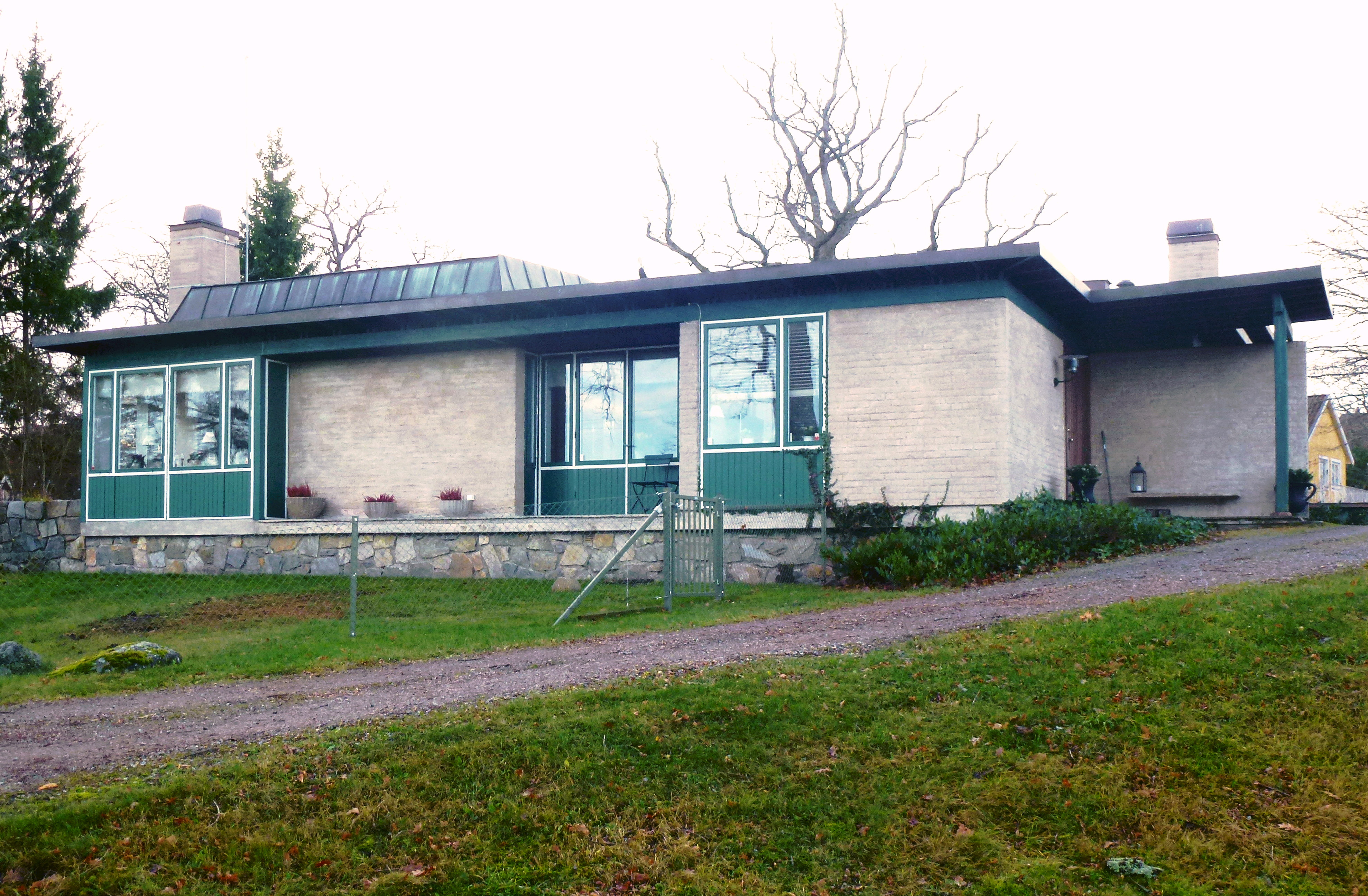
Villa Ranängen i november 2013.

Villa Ranängen är en byggnad i kvarteret Ran vid Väringavägen 25 i Djursholm. Villan intill parkområdet Ranängen uppfördes 1950–1951 för en rörelsehindrad person efter ritningar av arkitekterna Léonie och Charles-Edouard Geisendorf.

## Byggnadsbeskrivning

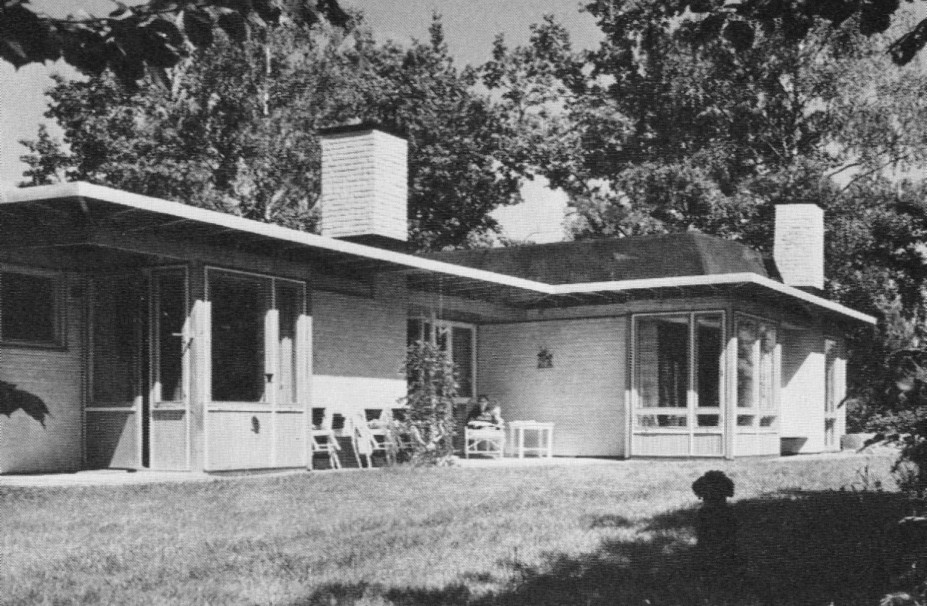
Fasad mot trädgården, 1960-tal.

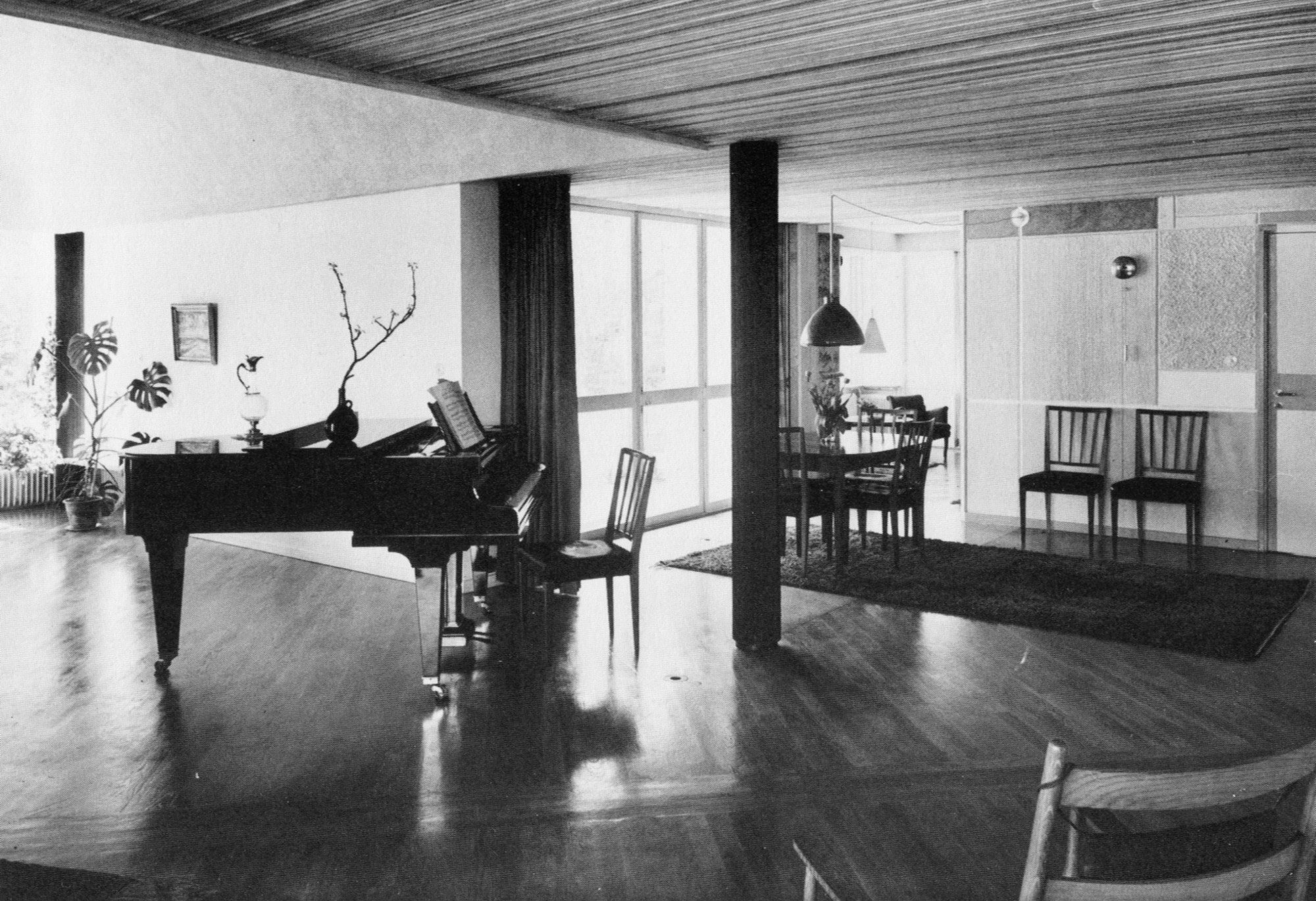
Vardagsrummet på 1960-talet.

Byggherren var en rullstolsburen kvinna som ville ha en luftig bostad med fri utsikt över parken Ranängen och Stora Värtan men ändå skyddad för insyn. Uppdraget gick 1950 till paret Léonie och Charles-Edouard Geisendorf, som just hade startat sitt arkitektkontor. Den maximala byggytan var 200 m² och huset med fyra rum och kök planerades som en enplansvilla utan trappor och med öppna ytor. Byggnadens fasader består av slammade tegelväggar som avbryts av våningshöga glaspartier. 
Alla bostadsrum har direkta utgångar till trädgård och bilinfarten. Arkitekterna skapade siktlinjer och utblickar åt alla håll. Över vardagsrummet anordnades en flack kupol som gav mer rumsvolym och bildade samtidigt ett samlande element. På golvet ligger diagonalställd parkett och taken är klädda med furupanel.
Inredningen formgavs av inredningsarkitekt Thea Leonard som några år senare även anlitades av Geisendorf för inredningen av S:t Görans gymnasium. Mattorna vävdes av Ulla Schumacher-Percy och trädgården gestaltades av  landskapsarkitekten Silvia Gibson.
Planer finns (2015) att göra en tillbyggnad på villan.